# Mont Diklo
Le mont Diklo, ou Diklosmta (géorgien : დიკლოსმთა), est un sommet caucasien situé à la frontière entre la région de Kakhétie dans l'Est de la Géorgie, et les républiques de Tchétchénie et du Daghestan en Russie. Il est situé dans la chaîne Pirikita qui est reliée au nord au Grand Caucase. L'altitude du sommet est de 4 285 mètres. La montagne a plusieurs glaciers, dont certains descendent dans la vallée.